# 北斗镇 (仁寿县)
北斗镇，是中华人民共和国四川省眉山市仁寿县下辖的一个乡镇级行政单位。2019年12月，撤销城堰乡，将其所属行政区域划归北斗镇管辖。

## 行政区划
北斗镇下辖以下地区：
玉泉社区、大桥村、三元村、石河村、白堰村、葵花村、花门村、秋堂村、白塔村、三房村、碧山村和洞弯村。